# 普雷伊梅爾鄉

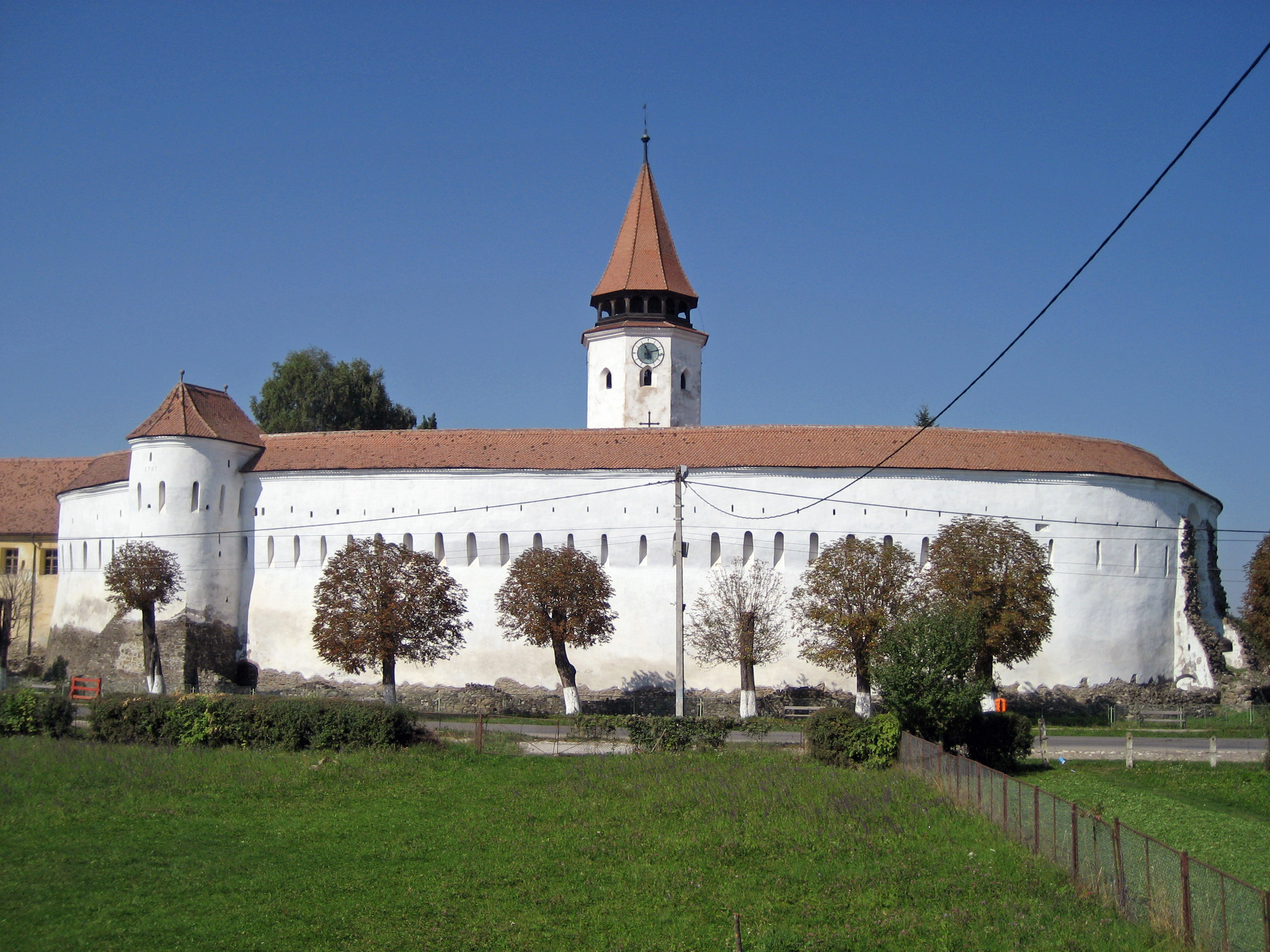

45°43′N 25°46′E / 45.717°N 25.767°E
普雷伊梅爾鄉（羅馬尼亞語：Comuna Prejmer, Brașov），是羅馬尼亞的鄉份，位於該國中部，由布拉索夫縣負責管轄，面積60平方公里，海拔高度506米，2004年人口8,876，人口密度每平方公里147人。